# 兰坪鮡
兰坪鮡（学名：Pareuchiloglanis myzostoma）为輻鰭魚綱鯰形目鮡科鮡属的鱼类，俗名扁头鱼。在中国，分布于澜沧江上游水系等，體長可達16公分，主要生活于多石的溪流中。该物种的模式产地在云南。